# Campanha da Síria-Líbano

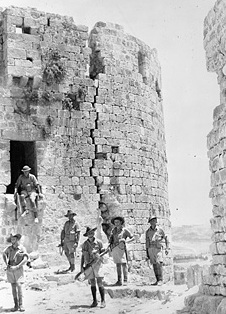
Tropas australianas nas ruínas de um antigo castelo dos cruzados em Sídon.

A campanha Síria-Líbano, também conhecida como Operação Exporter, foi a invasão britânica da Síria-Líbano francesa de Vichy, de junho a julho de 1941, durante a Segunda Guerra Mundial. Os franceses haviam cedido autonomia à Síria em setembro de 1936, com direito a manter forças armadas e dois aeródromos no território.
Em 1 de abril de 1941, ocorreu o golpe de estado iraquiano de 1941 e o Iraque ficou sob o controle de nacionalistas iraquianos liderados por Rashid Ali, que apelou ao apoio italiano e alemão. A Guerra Anglo-Iraquiana (2–31 de maio de 1941) levou à derrubada do regime de Ali e à instalação de um governo pró-britânico. Durante este conflito, a figura chave de Vichy, o almirante François Darlan, permitiu que aeronaves alemãs usassem os aeródromos de Vichy na Síria para ataques contra os britânicos no Iraque. Os britânicos invadiram a Síria e o Líbano em junho, para impedir a Alemanha nazista de usar a República Síria controlada pela França de Vichy e Líbano francês como base para ataques ao Egito, durante um susto de invasão após as vitórias alemãs na Batalha da Grécia (6 a 30 de abril de 1941) e na Batalha de Creta (20 de maio a 1 de junho). Na Campanha do Deserto Ocidental (1940–1943) no norte da África, os britânicos estavam preparando a Operação Battleaxe para aliviar o cerco de Tobruk e estavam lutando na Campanha da África Oriental (10 de junho de 1940 – 27 de novembro de 1941) na Etiópia e na Eritreia.
Os franceses de Vichy realizaram uma defesa vigorosa da Síria, mas, em 10 de julho, como a 21ª Brigada Australiana estava prestes a entrar em Beirute, os franceses buscaram um armistício. Um minuto depois da meia-noite de 12 de julho, um cessar-fogo entrou em vigor e encerrou a campanha. O Armistício de Saint Jean d'Acre (Convenção do Acre) foi assinado em 14 de julho no Quartel Sidney Smith, nos arredores da cidade. Enquanto ocorria, a revista Time se referiu à luta como um "show misto", e a campanha permanece pouco conhecida, mesmo nos países que participaram.